# Fabienne Ambühl
Fabienne Ambühl (* 1986 in Hünenberg ZG) ist eine Schweizer Jazz- und Improvisationsmusikerin (Piano, Gesang, Komposition).

## Leben und Wirken
Ambühl lernte als Kind zunächst Blockflöte spielen; später erhielt sie Klavierunterricht. Zum Klavier kam sie durch einen Nachbarn, der Blues und Boogie spielte. Über das Saxophonspiel fand sie zum Gesang. Durch viele Banderfahrungen entdeckte sie neben der klassischen Musik auch den Jazz und die Weltmusik; bereits mit 14 Jahren begann sie, in einer Big Band zu spielen, mit der sie später auch eine CD aufnahm. Seit 2008 leitet sie im Raum Zürich einen gemischten Chor.
Ambühl studierte an der Jazzschule Luzern, wo sie Chris Wiesendanger, Jean-Paul Brodbeck, Christoph Baumann, Hans Feigenwinter sowie Lauren Newton und Bruno Amstad unterrichteten. Seit 2010 hatte sie verstärkt Interesse am Gesang sowie an Komposition. 2014 folgte ein Master in Performance und Pädagogik an der Hochschule Luzern. Mit dem Förderpreis der Friedl Wald Stiftung absolvierte sie 2011 die Academie am Complete Vocal Institute in Kopenhagen.
Mit der Frauenformation X-elle um Corinne Windler hat Ambühl zwei Alben (2009 bzw. 2012) vorgelegt. Mit ihrem Fabienne Ambühl Trio veröffentlichte sie 2015 bei Traumton Records ihr Debütalbum Glitterwoods (mit Asaf Sirkis und Yuri Goloubev). Dabei fallen «weite, eloquent phrasierte Melodiebögen» auf, «denen sie kompositorisch stets Ecken und Kanten beifügt, um ihrer Improvisationsmusik neue Richtungen und Wendungen zu geben». 2025 folgte mit ihrem Londoner Trio (mit Matt Ridley und Jon Scott sowie Tom Ollendorff bzw. auf einem Titel Ant Law) das Album Thrive.
Beim Eurovision Song Contest für Chöre in Riga 2017 war sie Solistin des Jazzchors Freiburg, mit dem sie auch in Deutschland Konzerte gab. Mit Neele & the Soundvoyage, mit der sie eine EP sowie das Album Visions (QFTF 2018) einspielte, tourte sie in der Schweiz und in Deutschland. Als Pianistin der Noga Ritter Band war sie 2018 im Senegal auf Tournee.